# Tulln an der Donau
Tulln an der Donau è un comune austriaco di 16 040 abitanti nel distretto di Tulln, in Bassa Austria; ha lo status di città capoluogo di distretto (Bezirkshauptstadt). Nel 1972 inglobò il comune soppresso di Langenlebarn.

## Storia
Nella seconda metà del I secolo nell'area ove oggi sorge Tulln fu costruito un forte ausiliario romano denominato "Comagena". Faceva parte della provincia romana del Norico.

## Monumenti e luoghi d'interesse
- La Porta Romana (Porta principalis dextra) è costituita dal portale orientale doppio riferibile alla prima fase di espansione di Comagena, del I secolo. Nel V secolo uno dei portali fu murato e utilizzato come rifugio. Gli scavati risalgono al 1984, l'apertura al pubblico al 2000.

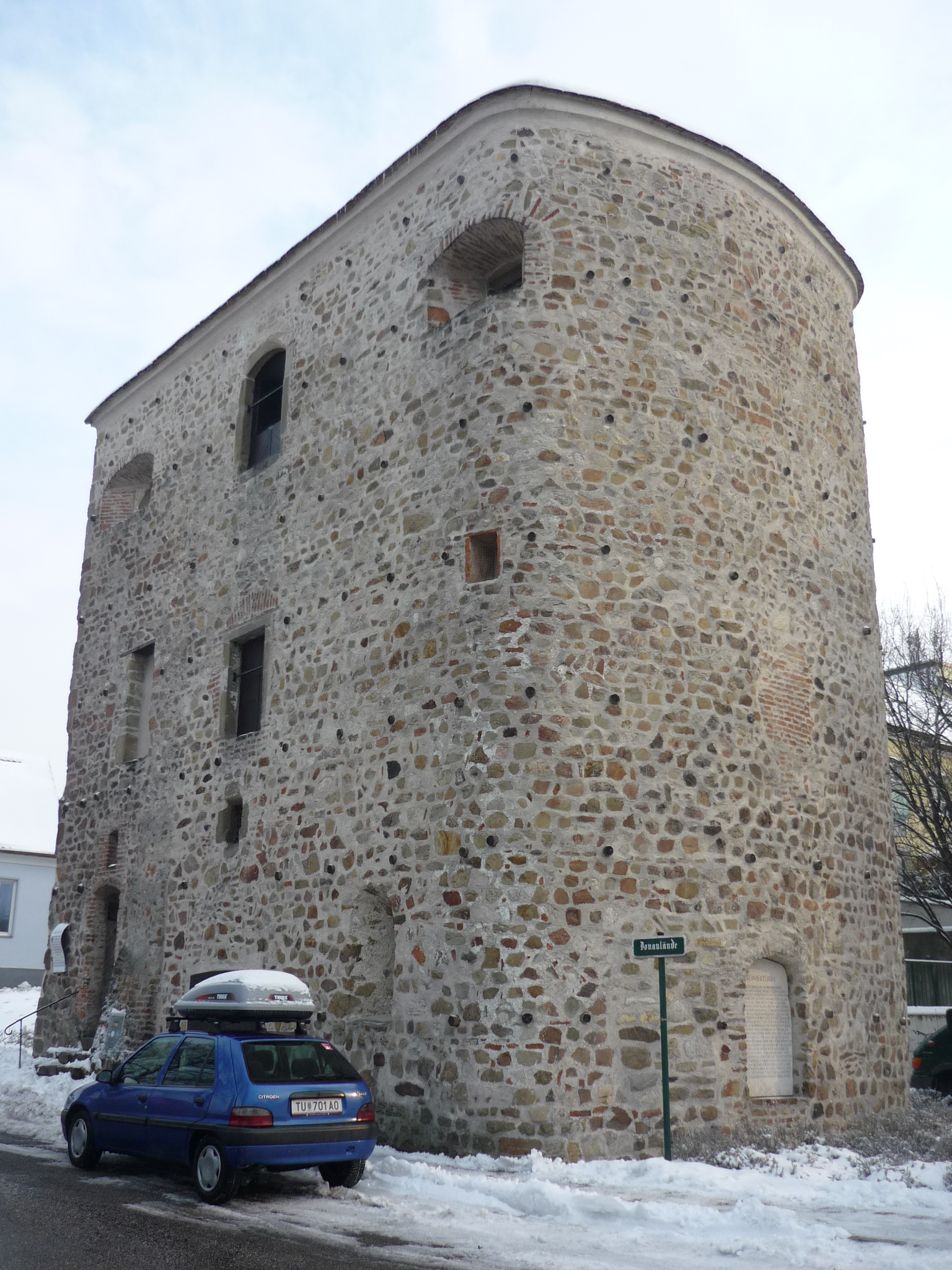
La Torre Romana

- La Torre Romana (Römerturm) è una torre a forma di ferro di cavallo addossata al lato occidentale dell'antica Comagena.
- L'ossario monumentale (Tullner Karner) è un modello di architettura tardo-romanica di fama europea, molto celebrato nella letteratura storico-artistica. L'edificio è stato costruito intorno al 1240-1250, probabilmente per ordine del duca Federico II di Babenberg e fino al 1785 è servito come un ossario. Le ossa erano esumate dal cimitero prossimo alla chiesa parrocchiale; il suo piano superiore è infatti una cappella del cimitero, a cui si accede mediante un portale romanico a forma di imbuto[non chiaro].
- La Pietra Miliare Romana è posta sulla strada che da Tulln va a Königstetten, sulla destra in corrispondenza del 26º miglio romano di distanza da Cetium (Sankt Pölten), ovvero circa 38 km. L'iscrizione, a mala pena leggibile, «m XXVI (Ille) p (assuum) un cetio», è databile al III secolo.
- La statua equestre di Marco Aurelio è una copia della celebre statua dell'imperatore Marco Aurelio situata nella piazza del Campidoglio a Roma. Realizzata da Michail Nogin e posta sul molo del Danubio nel 2001, ricorda al visitatore la presenza romana sulla frontiera nordorientale.
- L'ex carcere ospita un piccolo museo dedicato al pittore Egon Schiele, nativo di Tulln.